# Liste des médaillés au concours général par équipe mixte des championnats d'Europe de gymnastique artistique
 (mai 2025).
 (mai 2025).

## Médaillés
| Édition | Lieu    | Or                          | Argent                 | Bronze                              |
| ------- | ------- | --------------------------- | ---------------------- | ----------------------------------- |
| 2025    | Leipzig | Allemagne                   | Grande-Bretagne        | Italie                              |
| 2025    | Leipzig | Karina Schönmaier Timo Eder | Ruby Evans Jake Jarman | Manila Esposito Lorenzo Minh Casali |

## Tableau des médailles
Mis à jour après les championnats d'Europe de 2025.
| Rang  | Nation    | Or | Argent | Bronze | Total |
| ----- | --------- | -- | ------ | ------ | ----- |
| 1     | Allemagne | 1  | 0      | 0      | 1     |
| 2     | Russie    | 0  | 1      | 0      | 1     |
| 3     | Italie    | 0  | 0      | 1      | 1     |
| TOTAL | TOTAL     | 1  | 1      | 1      | 3     |